# Nowa Wieś Iławecka (wieś)
Nowa Wieś Iławecka (niem. Neuendorf) – wieś w Polsce, położona w województwie warmińsko-mazurskim, w powiecie bartoszyckim, w gminie Górowo Iławeckie. W latach 1975–1998 miejscowość administracyjnie należała do województwa olsztyńskiego.
Przez miejscowość przepływa rzeka Elma, lewy dopływ Łyny.

## Historia
Wieś powstała na początku XVIII wieku. W tutejszej szkole przed wojną pracował jeden nauczyciel i uczyło się 57 dzieci. W 1939 roku we wsi mieszkało 214 osób.
W 1983 roku we wsi było 19 domów ze 105 mieszkańcami. W tym czasie były tu 24 indywidualne gospodarstwa rolne, uprawiające łącznie 71 ha ziemi i hodujące 61 sztuk bydła (w tym 40 krów mlecznych), 32 świń i 10 koni. We wsi był punkt biblioteczny i siedziba leśnictwa.